# Clay Cross
Clay Cross – miasto w Anglii, w hrabstwie Derbyshire, w dystrykcie North East Derbyshire. Leży na zachodnim brzegu rzeki Rother, 28 km na północ od miasta Derby i 204 km na północny zachód od Londynu. Miasto liczy 8573 mieszkańców.